# Sarykamyšské jezero
Sarykamyšské jezero (rusky Сарыкамышское озеро) je hořkoslané jezero na hranici provincie Dašoguz v Turkmenistánu a v Karakalpakstánu v Uzbekistánu. Leží na hranici pouště Karakum a planiny Usťjurt v bezodtoké stejnojmenné propadlině ve Střední Asii. Má rozlohu cca 5000 km². Je 125 km dlouhé a maximálně 90 km široké. Dosahuje maximální hloubky 30 m. Jeho objem je 12 km³. Hladina leží 5m nad úrovní světového oceánu.
Jméno pochází z turkických slov sary – žlutý a gamyş – pokles, proláklina.

## Dno
Dno má tvar ploché číše oválného tvaru. Pokud není jezero naplněno je vyschlá kotlina pokryta slanisky a písečnými dunami.

## Vodní režim
Jezero je periodicky naplňováno vodou Amudarji (rameno Darjalyk). Když se tok řeky otočí k Aralskému jezeru tak Sarykamyšské jezero vysychá a zůstávají pouze nevelká jezera na turkmenské straně. Ta leží v nadmořské výšce 25 až 40 m a jsou napájena podzemními vodami a povrchovým přítokem pouze na jaře. Jejich rozloha je do 100 km².

## Historie
Jezero se v propadlině nacházelo na konci neogénu. Na konci čtvrtohor dosahovala hladina nadmořské výšky 58 m. Ve 14. až 16. století hladina kolísala mezi 50 až 62 m. Voda z Amudarji ramenem Darjalyk do jezera dotekla naposled v roce 1878. Znova se do suchého ramena vrátila voda v roce 1971 a znova začala jezero naplňovat.